# 토드 벅홀츠
토드 벅홀츠(Todd G. Buchholz)는 저명한 미국인 경제학자다. 《죽은 경제학자의 살아있는 아이디어》(원제:New Ideas From Dead Economists)와 《유쾌한 경제학》, 《마켓쇼크》, 《러쉬!-우리는 왜 도전과 경쟁을 즐기는가》등의 저서가 국내에 번역 출간되었다. 그는 조지 H. W. 부시 대통령 행정부의 경제담당 비서관을 지냈고 세계적인 헤지 펀드 타이거(Tiger)의 회장(directing manager)를 역임했다.
그는 버크넬 대학교를 경제학 전공으로 수마 쿰 라우데급의 최우수 성적으로 졸업하고 하버드 로스쿨로 진학하여 1986년에 법무박사(J.D.) 학위를 쿰 라우데급의 우수한 성적으로 취득하였다. 그는 하버드 로스쿨 재학 시절 학부생들에게 경제학 개론 과목을 조교(teaching fellow)로써 가르쳤는데 이 때 학생들이 직접 뽑은 명강의에 수여되는 ‘앨린 영’상(Allyn Young Prize)을 받았다. 그 후 영국 케임브리지 대학교로 유학을 가서 1987년에 경제학 석사과정을 마쳤다.

## 같이 보기
- 죽은 경제학자의 살아있는 아이디어